# Lapse: A Forgotten Future
Lapse: A Forgotten Future — карткова відеогра де твій вибір впливає на ту чи іншу характеристику. Гра відбувається в постапокаліптичному світі та має сюжет.

## Характеристики[2]
Їх є чотири а саме:
- Суспільство
- Довкілля
- Армія
- Гроші

## Сюжет
Нас переносять на початок гри щоб ми врятували планету від чогось спочатку ми не розуміємо від чого але пізніше сюжет розкривається.

## Закінчення[3]
Є дві поганих та одна гарна кінцівка
- 1 погана вас отруює ваша дружина
- 2 Погана кінцівка час зупиняється
- Гарне кінцівка ви рятуєте світ